# Raab Pelikan II
Die Raab Pelikan II war ein zweisitziges Sportflugzeug der Raab Flugzeugbau Gesellschaft aus dem Jahr 1934, weiterentwickelt aus der Raab-Katzenstein RK 2.

## Entwicklung
Das Schulflugzeug Raab Pelikan II entstand erst 1934 bei der Raab Flugzeugbau Gesellschaft im lettischen Riga, wo Antonius Raab neben einer kleinen Flugzeugreparaturwerkstatt auch eine Flugschule betrieb. Ausgangspunkt für die Entwicklung waren ältere Pläne der Raab-Katzenstein-Werke für die RaKa RK2 Pelikan, die Antonius Raab grundlegend aerodynamisch überarbeitete und modernisierte. Raab bot den Entwurf der lettischen Fliegertruppe Aviācijas Pulku an, die allerdings kein Interesse zeigte. Ohne finanzielle Mittel verzichtete Raab auf den Bau eines Prototyps in Riga.
Der Bau eines Prototyps des Raab Pelikan II erfolgte erst zwei Jahre später, nachdem Antonius Raab in Griechenland das Flugzeugwerk AEKKEA-Raab mit Unterstützung griechischer Industrieller gegründet hatte. Raab brachte den Entwurf des Pelikan II aus Riga in das neue Unternehmen ein. Der Prototypenbau erfolgte im Rahmen der Ausbildung des neuen griechischen Personals unter Anleitung des aus Riga anwesenden Personals der Raab Flugzeugbau Gesellschaft. Der Prototyp stand im März 1936 zum Erstflug bereit und wurde als SX-AAF zugelassen.
Vermutlich handelte es sich bei dem Prototyp nicht um einen vollständigen Neubau, sondern, ebenso wie im Fall der Raab Schwalbe II, um den Umbau einer RaKa RK2, die über den griechischen Rüstungskonzern Pyrkal aus Deutschland importiert wurde.
Weitere Informationen, auch technische Detaildaten des Entwurfs liegen nicht mehr vor.